# NGC 2379
NGC 2379 ist eine Linsenförmige Galaxie vom Hubble-Typ S0 im Sternbild Zwillinge auf der Ekliptik. Sie ist schätzungsweise 179 Millionen Lichtjahre von der Milchstraße entfernt und hat einen Durchmesser von etwa 50.000 Lichtjahren.

Im selben Himmelsareal befinden sich u. a. die Galaxien NGC 2373, NGC 2375, NGC 2385, NGC 2386.
Die Typ-Ia-Supernova SN 2010jv wurde hier beobachtet.
Das Objekt wurde am  6. März 1828 von dem Astronomen John Herschel entdeckt.